# Hans Niemann
Hans Moke Niemann (San Francisco, 20 juni 2003) is een Amerikaanse schaakgrootmeester met Deens-Hawaiiaanse roots. FIDE kende hem de grootmeestertitel toe op 22 januari 2021.

## Biografie
In 2011 verhuisden de ouders van Niemann van de Verenigde Staten naar Nederland met hun gezin van vier kinderen voor hun werk. Op basisschool De Spits in Utrecht groeide de interesse van de achtjarige Niemann in het schaken. Schaakles als denksport was er een verplicht vak in de speciale klassen voor hoogbegaafden. Hij werd lid van de schaakclub Moira-Domtoren en ging naar de schaakschool Schaakmeester-P in Nieuwegein. Niemann begon enkele jeugdtoernooien te winnen en leerde vlot Nederlands maar in december 2012 vertrok het gezin alweer uit Nederland, terug naar Californië in de Verenigde Staten.
Op 16 december 2014 werd Niemann de jongste winnaar ooit van de Tuesday Night Marathon van de Mechanics' Institute Chess Club, de oudste schaakclub in de Verenigde Staten, waarmee hij de titel USCF Master verwierf. Sinds 2016 is hij lid van het All-America Chess Team van de US Chess Federations. In juli 2021 won hij het World Open schaaktoernooi in Philadelphia.